# Франк, Вячеслав Генрихович
Вячеслав Генрихович Франк (род. 6 мая 1965, Барнаул, Алтайский край, РСФСР, СССР) — глава администрации Барнаула с 14 февраля 2020 года.

## Биография
Вячеслав Франк родился 6 мая 1965 года в городе Барнауле.
В 1987 году окончил Барнаульский строительный техникум по специальности «промышленное и гражданское строительство», в 2003 году, в возрасте 38 лет, получил высшее образование, окончив негосударственный Московский институт экономических преобразований и управления рынком по специальности «бухгалтерский учёт, анализ и аудит».
В 2004 году прошёл профессиональную переподготовку в Институте повышения квалификации Волго-Вятской академии государственной службы по направлению «Государственное и муниципальное управление». В 2020 году завершил обучение в магистратуре Юридического института Алтайского государственного университета по направлению «Юриспруденция».
С 2007 года Вячеслав работает в органах местного самоуправления города Барнаула. С 2009 года занимал должности начальника Управления единого заказчика в сфере капитального строительства города Барнаула, заместителя главы администрации города по вопросам градостроительства и земельным отношениям, заместителя главы администрации города по муниципальному имуществу и заказу, заместителя главы администрации города. С января 2017 замещал должность первого заместителя главы администрации города, руководителя аппарата.
14 февраля 2020 года на заседании Барнаульской городской Думы избран главой города Барнаула.

## Личная жизнь
Вячеслав Франк женат и имеет двоих детей.

## Награды
- Медаль ордена «За заслуги перед Отечеством» II степени (25 марта 2025 года) — за заслуги в развитии местного самоуправления в Российской Федерации и многолетнюю добросовестную работу[5]